# Tell Abu Hureyra
Tel (o Tell) Abu Hureyra, (en àrab, تل أبو هريرة) és un jaciment arqueològic situat a la vall de l'Eufrates, a la moderna Síria. Les restes dels pobles que van formar aquest tel provenen de 4.000 anys d'ocupació de l'època preceràmica que abasten els períodes epipaleolític i Neolític.
El tell consta de dos assentaments; Abu Hureyra 1 i Abu Hureyra 2. Els habitants d'Abu Hureyra 1 eren de l'època epipaleolítica i eren caçadors recol·lectors sedentaris. Abu Hureyra 2 data de l'inici del Neolític i els seu habitants eren agricultors. L'antic Abu Hureyra va ser ocupat fa entre 13.000 i 9.000 anys (segons les datacions basades en el carboni 14). El lloc és significatiu perquè els habitants d'Abu Hureyra van començar com a caçadors-recol·lectors, però poc a poc van passar a la pagesia, convertint-los en els primers agricultors coneguts del món. El cultiu va començar al començament del període Dryas recent a Abu Hureyra. Les proves descobertes a Abu Hureyra suggereixen que el sègol va ser el primer cultiu de cereals que es va cultivar sistemàticament. A la llum d'això, actualment es creu que el primer cultiu sistemàtic de cereals va ser fa uns 13.000 anys.
A causa del màxim tardiglacial, el tel d'Abu Hureyra va experimentar canvis climàtics. A causa dels canvis de nivell del llac i de l'aridesa, la vegetació es va acabar expandint cap a zones més baixes dels camps. Abu Hureyra va acabar acumulant vegetació que consistia en herbes, roures i pistaxters (la Pistacia atlantica). El clima va passar de mesos càlids i secs a mesos bruscs i secs.

## Història del jaciment arqueològic
El jaciment va ser excavat com a operació de rescat abans que fos inundat pel llac Asad, l'embassament de la presa de Tabqa que es construïa en aquell moment. Andrew Moore va excavar el lloc el 1972 i el 1973. Es va limitar a només dues temporades de treball de camp. Tanmateix, tot i el termini limitat, es va recuperar i estudiar una gran quantitat de material durant les dècades següents. Va ser un dels primers jaciments arqueològics que va utilitzar mètodes moderns d'excavació com la «flotació», que va conservar fins i tot les restes vegetals més petites i fràgils. Un informe preliminar es va publicar el 1983 i un informe final el 2000.

## Localització i descripció del jaciment
Abu Hureyra és un tell (un antic assentament sobre un turó) situat en la moderna Governació d'Ar-Raqqà (محافظة الرقة), al nord de Síria. Es troba en un altiplà prop de la riba sud de l'Eufrates, a 120 km a l'est d'Alep. El tell és una acumulació massiva de cases esfondrades, runa i objectes perduts acumulats al llarg de l'ocupació de l'antic assentament. El monticle fa gairebé 500 metres de diàmetre, 8 metres de profunditat i contenia més de 1.000.000 metres cúbics de material arqueològic.
Actualment el tell és inaccessible, enfonsat sota les aigües del llac Asad (بحيرة الأسد).

La presa de Tabqa (centre de la imatge) al riu Eufrates es va acabar de construir en 1973. És una presa de gairebé 60 metres d'alçada i 5 km de llarg. La presa conté les aigües del llac Asad (al centre esquerra de la imatge), un embassament de 80 km de llarg i 8 km d'ample. El llac Asad i la presa de Tabqa no només han proporcionat una major energia hidroelèctrica, sinó que el llac ha duplicat el regadiu de Síria. La producció de cultius no ha assolit els objectius fixats pel govern sirià a causa de diversos problemes, inclòs el subsòl poròs de guix de la regió, i perque els agricultors no se sentent atrets per aquesta zona poc poblada i prefereixen zones urbanes o zones agrícoles més concorregudes a altres parts del país. A més, els nivells d'aigua dins del llac Asad són molt baixos, principalment per la construcció de les preses Keban i Atatürk a Turquia, que han reduït el cabal d'aigua del riu Eufrates a Síria

## Història de la seva ocupació
Abu Hureyra va tenir dos períodes d'ocupació separats: un assentament epipaleolític i un assentament neolític.

### La primera ocupació:Abu Hureyra 1
Fa c. 13.500 anys es va establir l'assentament epipaleolític o natufià. Durant el primer assentament, el poble constava de petites barraques rodones, construïdes amb toves de gres del sòl. Les teulades es recolzaven amb pals de fusta i cobertes amb brolla i canyes. Les cabanes contenien zones d'emmagatzematge subterrani d'aliments. Les cases on vivien eren habitatges amb fosses subterrànies. Els seus habitants probablement es poden descriure amb més precisió com a «caçadors-recol·lectors», ja que no només cercaven el consum immediat, sinó que construïen magatzems per assegurar-se els aliments a llarg termini. Es van establir al voltant del seu rebost per protegir-lo dels animals i d'altres humans. Segons la distribució de restes de plantes alimentàries silvestres trobades a Abu Hureyra, sembla que vivien durant tot l'any. La població era reduïda i contenia uns centenars de persones com a màxim, i possiblement va ser l'acumulació més gran de persones que vivien permanentment en un lloc en aquell moment.

Tell Abu Hureyra es troba a l'extrem nord de la zona de la cultura natufiana (12.000 a 9.500 aC), no gaire lluny de Mureybet
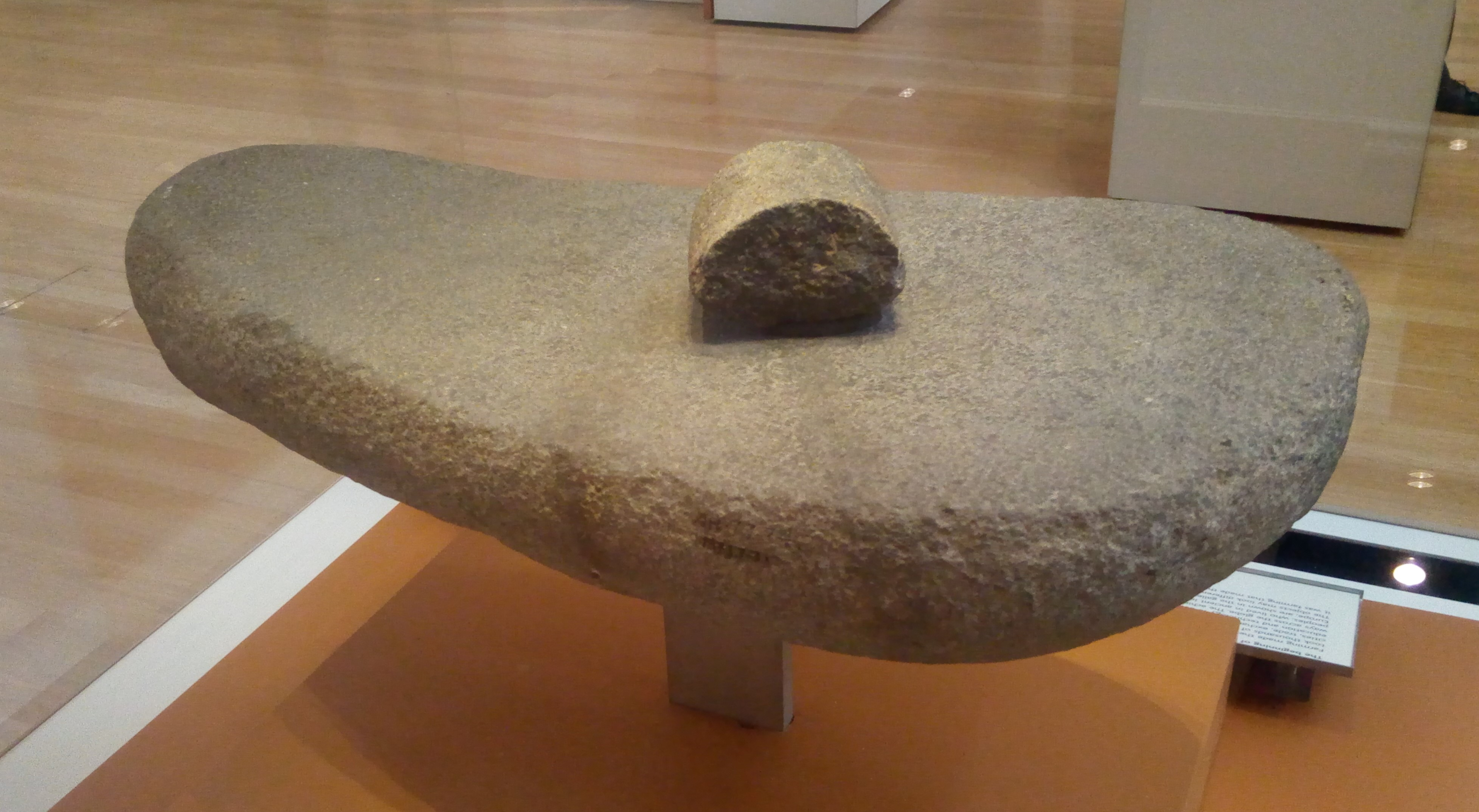
Una pedra gran i una de més petita emprades per moldre grans de cereals, trobades a Abu Hureyra, c. 9500-9000 aC. Museu Britànic

Els habitants d'Abu Hureyra obtenien menjar caçant, pescant i recol·lectant plantes silvestres. Caçaven gaseles principalment durant l'estiu, quan passaven grans ramats per la zona durant la seva migració anual. Probablement es caçarien comunament, ja que les matances massives també requerien un processament massiu de carn, pell i altres parts de l'animal. L'enorme quantitat d'aliments obtinguts en un curt període va ser un motiu per establir-se definitivament; els aliments acumulats eren massa pesats per transportar-los i s’haurien de mantenir protegits de la intempèrie, d'animals i de les plagues.
Altres preses van incloure grans animals salvatges com l'onagre, ovelles i bestiar boví, i animals més petits com la llebre, la guineu i les aus, que es caçaven durant tot l'any. Recol·lectaven diferents espècies de plantes, procedents de tres ecozones diferents a poca distància (riu, bosc i estepa). Els aliments vegetals també es recollien de «jardins silvestres» formats per espècies de cereals silvestres com l'espelta petita (Triticum monococcum), la pisana (Triticum dicoccum) i dues varietats de sègol. Al lloc es van trobar diverses eines de pedra grans per moldre grans.
Abu Hureyra 1 tenia una gran varietat de cultius que conformaven el sistema. Els seus recursos consistien en un 41% de rumex / poligonàcies, un 43% de sègol / espelta petita, i el 16% restant de llentilles.

### Despoblament
Després de 1.300 anys, la gran majoria dels caçadors-recol·lectors de la primera ocupació van abandonar Abu Hureyra, probablement a causa del Dryas recent, un retorn intens i relativament abrupte a les condicions climàtiques glacials que va durar més de 1.000 anys. La sequera va interrompre la migració de la gasela i va destruir les fonts alimentàries vegetals comestibles. És probable que la majoria dels habitants haguessin de renunciar al sedentarisme i tornar al nomadisme, o bé es podrien haver traslladat a Mureybet, a només 50 km riu amunt a l'altra banda de l'Eufrates, que es va expandir dràsticament en aquest moment. Sembla que una petita població va aconseguir quedar-se a Abu Hureyra, potser només en algunes granges o com un petit llogaret.
Un estudi publicat el 2020 va concloure que Abu Hureyra podria haver estat impactat per un cometa fa 12.800 anys, basat en traces de «vidre fos», format a temperatures extremadament altes (més de 2.200 °C), molt més altes del que els humans podíem assolir en aquell moment, a més de traces de nanodiamants i suessita, que són extremadament rars a temperatures normals.

### La segona ocupació:Abu Hureyra 2
En comparació amb Abu Hureyra 1, Abu Hureyra 2 tenia una acumulació de recursos diferent que consistien en un 25% de rumex / poligonàcies, un 3,7% de sègol / espelta petita, un 29% d'ordi, un 23,5% de pisana, un 9,4% de blat, i un 9,4% de llentilles.
És a partir de la primera part del Dryas recent que s'han detectat les primeres proves indirectes d'agricultura a les excavacions d'Abu Hureyra, tot i que els propis cereals eren encara de la varietat salvatge.

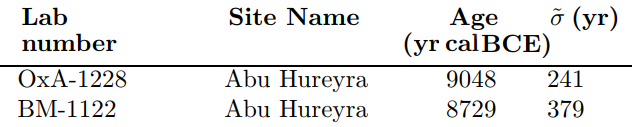
Les primeres dates calibrades amb carboni 14 per a Abu Hureyra 2, 2013. Això és aproximadament 1.000 anys després de Gesher

Va ser durant la sembra intencionada de cereals en refugis més favorables com Mureybet que aquests primers agricultors van desenvolupar soques domesticades durant els segles de sequera i fred del Dryas recent. Quan el clima va disminuir cap al 9500 aC, l'home es va estendre per tot l'Orient Mitjà amb aquesta nova biotecnologia, i Abu Hureyra va créixer fins a convertir-se en un gran poble que finalment va comptar amb diversos milers de persones. La segona ocupació va fer créixer varietats domesticades de sègol, blat i ordi, i va mantenir les ovelles com a bestiar. La caça de gasela va disminuir dràsticament, probablement a causa de la sobreexplotació que finalment les va fer desaparèixer al Pròxim Orient. A Abu Hureyra, les gaseles van ser substituïdes per carn d'animals domesticats.
La segona ocupació va durar uns 2.000 anys.

## Transició cap a l'agricultura
S'han trobat algunes evidències sobre el cultiu de sègol des del 11050 aC en la sobtada pujada de pol·len de les plantes de males herbes que solen infestar sòls recentment llaurats. Peter Akkermans i Glenn Schwartz van trobar aquesta afirmació sobre el sègol epipaleolític, «difícil de conciliar amb l'absència de cereals cultivats a Abu Hureyra i en altres llocs durant milers d'anys després». Podria haver estat un experiment primerenc que no va sobreviure ni va continuar. S'ha suggerit que les condicions climàtiques més seques que van resultar del començament del Dryas recent van provocar que els cereals salvatges fossin escassos, cosa que va portar a la gent a començar el cultiu com a mitjà per assegurar-se un subministrament d'aliments més constant. Els resultats de les anàlisis recents dels grans de sègol d'aquest nivell suggereixen que poden haver estat domesticats durant l'Epipaleolític.
S'especula que la població permanent de la primera ocupació era inferior a 200 persones. Aquests individus ocupaven diverses desenes de quilòmetres quadrats, una rica base de recursos de diversos ecosistemes diferents. En aquesta terra van caçar, van collir aliments i fusta, van fabricar carbó vegetal i potser van cultivar cereals per a menjar.
Els primers cereals domesticats es van produir al tell d'Abu Hureyra fa uns 10.000 anys.

## L'agricultura
El tell d'Abu Hureyra va efectuar impressionants avenços agrícoles durant el període. El ràpid creixement de l'agricultura va provocar el desenvolupament de dues formes domesticades diferents de blat, ordi, sègol, llentilles i molt més, degut, en part, a un sobtat període fresc a la zona. El període fresc va afectar el subministrament d'animals salvatges com la gasela, que en aquell moment era la seva principal font de proteïnes. Atès que el seu subministrament d'aliments va ser escàs, era fonamental que trobessin una manera de proveir-se d'aliments, cosa que va conduir a grans esforços agrícoles, així com a la domesticació d'ovelles i cabres per a proporcionar una font de proteïnes estable.
Un altre factor que va ajudar va ser la capacitat de cultivar llegums, que fixen els nivells de nitrogen al sòl. Això va millorar la fertilitat del sòl i va permetre que les plantes cultivades florissin. L'increment massiu de l'agricultura no va suposar cap cost.

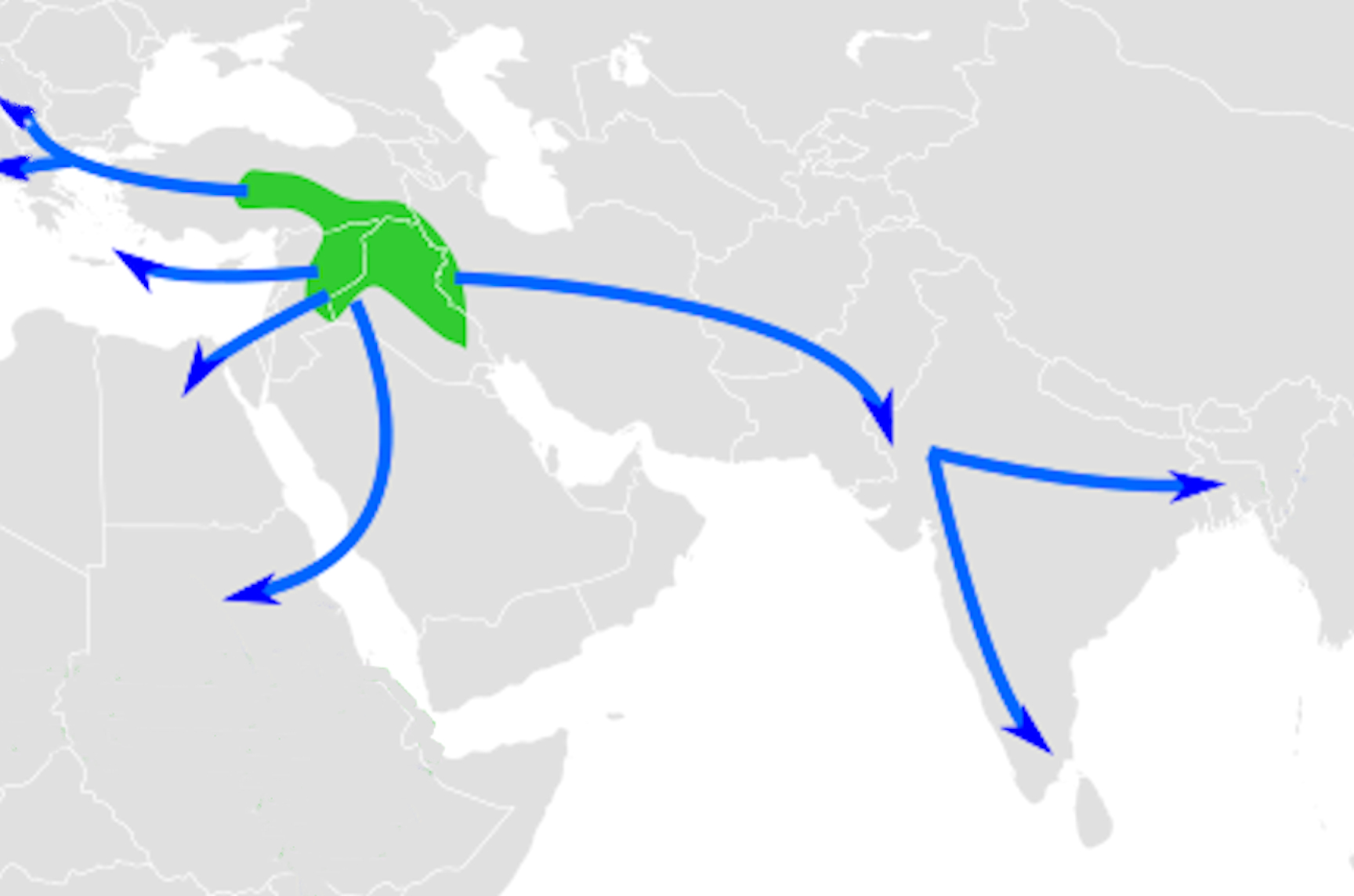
Expansió de l'agricultura des del Creixent Fèrtil, c. 9000 aC
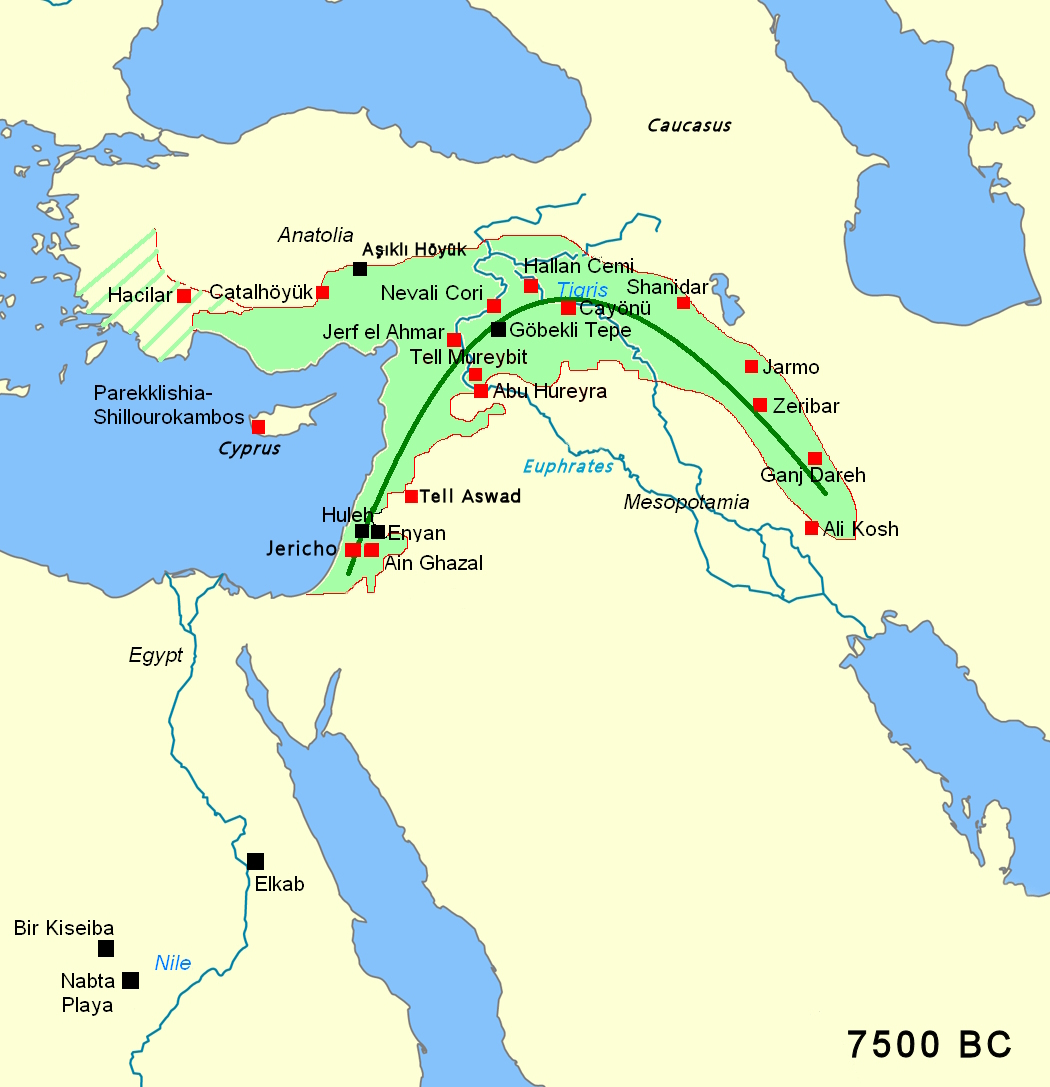
Zona del Creixent Fèrtil, cap al 7500 aC, amb els principals jaciments del període del Neolític preceràmic. Només es va ocupar el nord-oest i el nord de la Mesopotàmia. La Mesopotàmia central i meridional, amb pluges naturals insuficients, encara no va ser assentada pels humans

Els que vivien al tell d'Abu Hureyra van experimentar diverses ferides i anomalies esquelètiques. Aquestes lesions provenien principalment de la manera de collir els cultius. Per tal de collir les collites, la gent d'Abu Hureyra s’agenollava diverses hores seguides. L'acció d'agenollar-se durant llargs periodes de temps posava en risc a les persones de ferir-se els dits grossos, els malucs i la part baixa de l'esquena. Hi havia danys al cartílag a la punta del peu que eren tan greus que els ossos metatarsians es fregaven.
A més d'aquesta lesió, una altra lesió habitual era que les darreres vèrtebres dorsals estiguessin danyades, aixafades o fora d'alineació a causa de la pressió utilitzada durant la molta dels grans. També es poden trobar anomalies a les dents de la gent d'Abu Hureyra. Com que el gra es molia amb pedra, petits troços de pedra es barrejaven amb el gra i amb el pas del temps desgastaven les dents.
En casos rars, les dones presentaven grans ranures a les dents anteriors, cosa que suggereix que utilitzaven la boca com a tercera mà mentre teixien cistelles. Això data el teixit de cistelles a partir del 6500 aC i el fet que tan poques dones tinguessin aquestes ranures demostra que el teixit de cistelles era una habilitat poc freqüent. Aquestes cistelles van ser extremadament importants per a l'èxit de l'agricultura, ja que les cistelles s'utilitzaven per recollir o estendre llavors, i també es feien servir per recollir o distribuir aigua.